# Blàgoievo
Blàgoievo (en rus: Благоево) és un poble (un possiólok) de la República de Komi, a Rússia, segons el cens del 2021 tenia 2.012 habitants.